# 雷贝纳克
雷贝纳克（法語：Rébénacq，法語發音：[ʁebenak]）是法国大西洋比利牛斯省的一个市镇，位于该省东南部，属于奥洛龙-圣玛丽区。

## 地理
雷贝纳克（43°9'33"N, 0°23'48"W）面积10.5 平方千米，位于法国新阿基坦大区大西洋比利牛斯省，该省份为法国东南部省份，涵盖了贝阿恩与北巴斯克，西临大西洋比斯開灣，北至朗德省，东北接热尔省，东临上比利牛斯省，南与西班牙接壤。
与雷贝纳克接壤的市镇（或旧市镇、城区）包括：博斯达罗斯、贝斯卡特、比济、冈镇、塞维尼亚克-梅拉克。
雷贝纳克的时区为UTC+01:00、UTC+02:00（夏令时）。

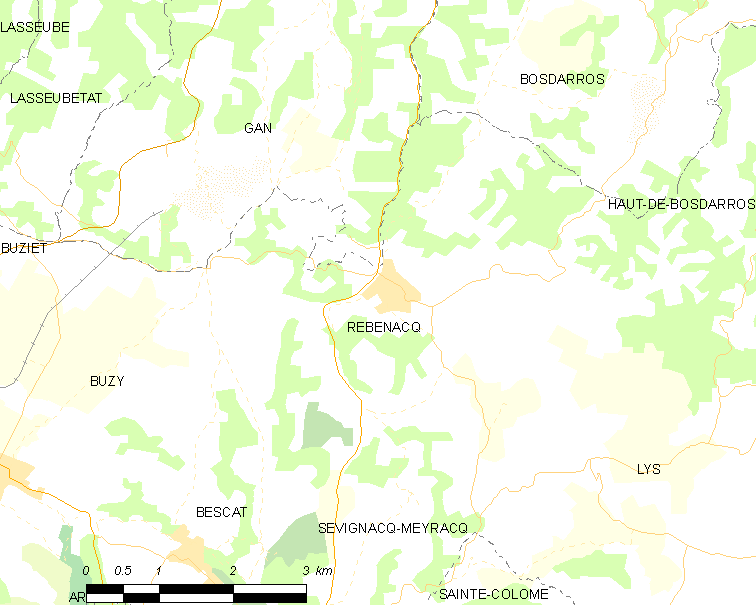
雷贝纳克的OSM定位图

## 行政
雷贝纳克的邮政编码为64260，INSEE市镇编码为64463。

## 政治
雷贝纳克所属的省级选区为奥洛龙-圣玛丽第二县。

## 交通
省道D934线和D936线在镇中心交汇，D389线则经过东侧。大西洋比利牛斯省城际客运巴士（Transports 64）806线经停雷贝纳克。

## 人口

1962-2008年间雷贝纳克人口变化图示

雷贝纳克于2022年1月1日时的人口数量为643人。